# Kemal Alomerović
Kemal Alomerović (Szkopje, 1980. december 8. –) macedón labdarúgó. Rendelkezik bosnyák állampolgársággal is.
2008. július 21-én 3 éves szerződést írt alá a ZTE-vel. A 2008-as bajnokságban 13-szor kezdőként és 8-szor csereként lépett pályára az NB I-ben, összesen 1060 percet töltött a játéktéren, ez idő alatt két gólt szerzett.
A Ligakupában öt mérkőzésén négy gólt szerzett. A ZTE II színeiben két találkozón 182 percet játszott az NB II-ben.

## Sikerei, díjai
- Macedón bajnoki második: 2007–2008